# Fontaine-le-Port
Fontaine-le-Port és un municipi francès, situat al departament de Sena i Marne i a la regió d'Illa de França. L'any 2007 tenia 924 habitants.
Forma part del cantó de Nangis, del districte de Melun i de la Comunitat de comunes Brie des Rivières et Châteaux.

## Demografia

### Població
El 2007 la població de fet de Fontaine-le-Port era de 924 persones. Hi havia 364 famílies, de les quals 80 eren unipersonals (36 homes vivint sols i 44 dones vivint soles), 144 parelles sense fills, 120 parelles amb fills i 20 famílies monoparentals amb fills.
La població ha evolucionat segons el següent gràfic:
Habitants censats

### Habitatges
El 2007 hi havia 465 habitatges, 375 eren l'habitatge principal de la família, 61 eren segones residències i 29 estaven desocupats. 420 eren cases i 42 eren apartaments. Dels 375 habitatges principals, 310 estaven ocupats pels seus propietaris, 54 estaven llogats i ocupats pels llogaters i 11 estaven cedits a títol gratuït; 19 tenien una cambra, 22 en tenien dues, 44 en tenien tres, 74 en tenien quatre i 216 en tenien cinc o més. 284 habitatges disposaven pel capbaix d'una plaça de pàrquing. A 138 habitatges hi havia un automòbil i a 208 n'hi havia dos o més.

### Piràmide de població
La piràmide de població per edats i sexe el 2009 era:
| Homes | Edats   | Dones |
| ----- | ------- | ----- |
| 0     | 95 o +  | 0     |
| 0     | 90 a 94 | 4     |
| 4     | 85 a 89 | 8     |
| 4     | 80 a 84 | 4     |
| 16    | 75 a 79 | 20    |
| 16    | 70 a 74 | 0     |
| 28    | 65 a 69 | 24    |
| 20    | 60 a 64 | 16    |
| 32    | 55 a 59 | 36    |
| 36    | 50 a 54 | 28    |
| 28    | 45 a 49 | 44    |
| 44    | 40 a 44 | 24    |
| 24    | 35 a 39 | 28    |
| 28    | 30 a 34 | 32    |
| 12    | 25 a 29 | 28    |
| 24    | 20 a 24 | 20    |
| 24    | 15 a 19 | 24    |
| 8     | 10 a 14 | 36    |
| 28    | 5 a 9   | 24    |
| 16    | 0 a 4   | 28    |

## Economia
El 2007 la població en edat de treballar era de 618 persones, 455 eren actives i 163 eren inactives. De les 455 persones actives 422 estaven ocupades (225 homes i 197 dones) i 33 estaven aturades (17 homes i 16 dones). De les 163 persones inactives 64 estaven jubilades, 57 estaven estudiant i 42 estaven classificades com a «altres inactius».

### Ingressos
El 2009 a Fontaine-le-Port hi havia 367 unitats fiscals que integraven 977 persones, la mediana anual d'ingressos fiscals per persona era de 26.761 €.

### Activitats econòmiques
Dels 28 establiments que hi havia el 2007, 1 era d'una empresa extractiva, 1 d'una empresa de fabricació d'altres productes industrials, 5 d'empreses de construcció, 2 d'empreses de comerç i reparació d'automòbils, 2 d'empreses de transport, 1 d'una empresa d'informació i comunicació, 1 d'una empresa financera, 2 d'empreses immobiliàries, 7 d'empreses de serveis, 3 d'entitats de l'administració pública i 3 d'empreses classificades com a «altres activitats de serveis».
Dels 5 establiments de servei als particulars que hi havia el 2009, 1 era una oficina de correu, 1 lampisteria, 2 electricistes i 1 empresa de construcció.

## Equipaments sanitaris i escolars
El 2009 hi havia una escola elemental.

## Poblacions més properes
El següent diagrama mostra les poblacions més properes.